# Vail, Iowa
Vail là một thành phố thuộc quận Crawford, tiểu bang Iowa, Hoa Kỳ. Năm 2010, dân số của thành phố này là 436 người.

## Dân số
Dân số qua các năm:
- Năm 2000: 452 người.
- Năm 2010: 436 người.